# Dorofijówka
Dorofijówka – wieś na Ukrainie w rejonie tarnopolskim należącym do obwodu tarnopolskiego.

## Historia
W przeszłości Dorofijówka była stannicą zamku w Tokach. Ludność w większości
polska.
W II Rzeczypospolitej w powiecie skałackim województwa tarnopolskiego. Stacjonowały tu jednostki graniczne Wojska Polskiego: we wrześniu 1921 w Dorofijówce wystawiła placówkę 2 kompania 23 batalionu celnego, a po 1924 w miejscowości stacjonowała strażnica KOP „Dorofijówka”.
Przed 1939 ludność stanowili głównie Polacy. Mieszkańcy zachowywali tradycje rycerzy kresowych, w 1937 samorzutnie zorganizowano we wsi pluton Krakusów. Przed 1939 we wsi powstały: Dom Ludowy, organizacje Koło Gospodyń Wiejskich, Towarzystwo Szkoły Ludowej, Związek Strzelecki, zespół teatralny, chór mieszany czterogłosowy.
W czasie okupacji niemieckiej Ukrainki Marija Pundik i Tekla Frankiw ukrywały we wsi Żyda Jurija Wainberga, za co w 2000 roku Instytut Jad Waszem uhonorował je tytułami Sprawiedliwych wśród Narodów Świata.
W 1945 r. z rąk nacjonalistów ukraińskich z OUN - UPA zginęło tutaj 15 Polaków.
Do 2020 w rejonie podwołoczyskim.